# EUREF Permanent Network
EUREF Permanent Network (EPN) är Europas permanenta GPS-stationsnät. Organisation driver det europeiska referensnätet ETRS89.